# Hogeveen
Hogeveen est un hameau de la commune néerlandaise d'Alphen-sur-le-Rhin (anciennement Rijnwoude), dans la province de la Hollande-Méridionale.
Le hameau est ce qu'il reste de l'ancienne commune de Hoogeveen-in-Rijnland.